# Morfalaksja
Morfalaksja – regeneracja całego organizmu z pozostałych przy życiu, drobnych odcinków ciała, które przekształcają się w stadium młodociane, by następnie odtworzyć cały organizm. Spotykana np. u dżdżownic i niektórych pierwotniaków.